# 인도네시아 에어아시아 X의 운항 노선
2018년 1월 기준으로 인도네시아 에어아시아 X는 다음의 노선을 운항 중이다.

## 운항 노선

### 아시아

#### 동아시아
- 일본
  - 도쿄 - 나리타 국제공항

#### 동남아시아
- 말레이시아
  - 쿠알라룸푸르 - 쿠알라룸푸르 국제공항
  - 조호르바루 - 세나이 국제공항
  - 페낭 - 페낭 국제공항
- 인도네시아
  - 자카르타 - 수카르노 하타 국제공항 허브
  - 덴파사르 - 응우라라이 국제공항
  - 솔로 - 아디수마르모 국제공항
  - 수라바야 - 주안다 국제공항
  - 욕야카르타 - 아디수집토 국제공항
- 태국
  - 방콕 - 돈므앙 국제공항

#### 남아시아
- 인도
  - 뭄바이 - 차트라파티 시바지 국제공항

## 단항 노선

### 아시아

#### 동아시아
- 중화민국
  - 타이베이 - 타이완 타오위안 국제공항

#### 서남아시아
- 사우디아라비아
  - 제다 - 킹 압둘아지즈 국제공항 하지 계절편

### 오세아니아
- 오스트레일리아
  - 시드니 - 시드니 킹스포드 스미스 국제공항
  - 멜버른 - 멜버른 공항